# Немея
Немея (на старогръцки: Νεμέα, Nemea) е древен град със светилище на Зевс в Арголида, в Древна Гърция на около 35 km югозападно от Коринт на Пелопонес. Там се провеждат Немейските игри. Днешното градче Немея е демов център в ном Коринтия.

Тук Херакъл убива Немейския лъв.